# Canale d'Agordo
Canale d'Agordo (denominada Forno di Canale até 1964) é uma comuna italiana da região do Vêneto, província de Belluno, com cerca de 1 230 habitantes. Estende-se por uma área de 46 km², tendo uma densidade populacional de 27 hab/km². Faz fronteira com Cencenighe Agordino, Falcade, Rocca Pietore, Siror (TN), Taibon Agordino, Tonadico (TN), Vallada Agordina.
É conhecida por ser a vila natal do Papa João Paulo I.

## Demografia
| Variação demográfica do município entre 1861 e 2011                               |
|                                                                                   |
| Fonte: Istituto Nazionale di Statistica (ISTAT) - Elaboração gráfica da Wikipedia |